# Grand Massif

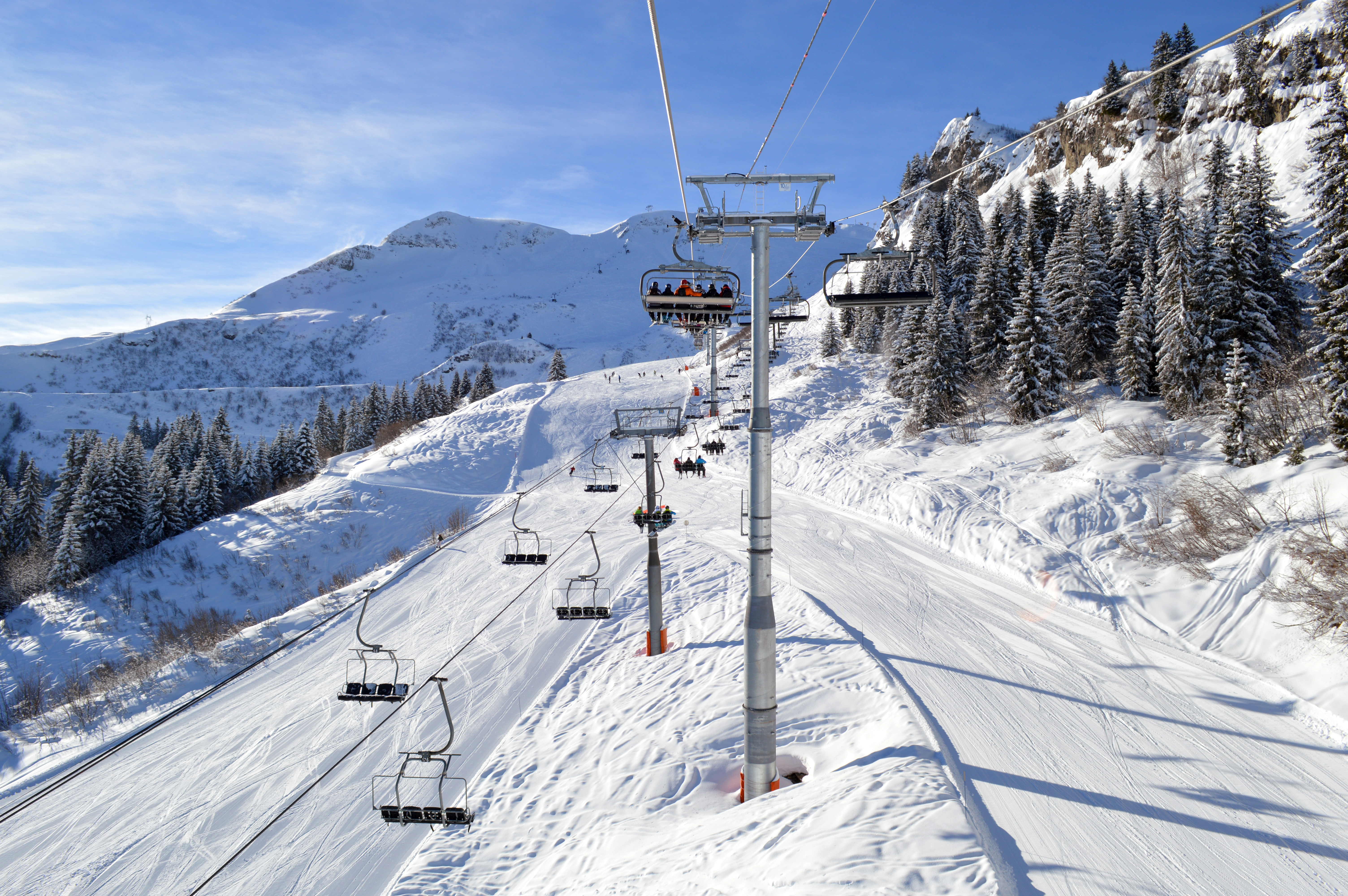
Twee kruisende skiliften in Samoëns

Grand Massif is een groot Frans wintersportgebied in het departement Haute-Savoie. Het is in 1980 ontstaan door de fusie van het speciaal voor de wintersport gebouwde Flaine met Le Massif, met daarin de dorpen Les Carroz, Morillon, Samoëns en Sixt-Fer-à-Cheval. De eerste gezamenlijke skipasjes kwamen er in 1981, toen er verbinding werd gemaakt tussen de Tête de Saix en Flaine. Tegenwoordig zijn er in totaal 146 skipistes, samen meer dan 260 kilometer lang, en 71 skiliften. Grand Massif staat op de 19e plaats op de lijst van de 100 grootste aaneengesloten skigebieden wereldwijd, gemeten aan de hand van 10 criteria. Met 1,8 miljoen skiërs in 2018/2019 is Grand Massif het 17e drukstbezochte wintersportgebied ter wereld.
Het skigebied ligt verspreid over verschillende gemeenten: Flaine ligt in zowel Magland als Arâches-la-Frasse, Les Carroz ligt eveneens in Arâches, terwijl Morillon, Samoëns en Sixt gemeenten op zich zijn.
Behalve Les Carroz worden alle skidorpen in Le Grand Massif uitgebaat door Compagnie des Alpes (CDA), 's werelds grootste uitbater van wintersportgebieden. Les Carroz blijft onder eigen beheer. In 1998 sloot CDA in Flaine een partnerschap met de Canadees-Amerikaanse projectontwikkelaar Intrawest om duizenden nieuwe slaapplaatsen te voorzien, maar ook om nieuwe infrastructuur en diensten uit te bouwen.